# Trehörningen (Sunne socken, Värmland, 663630-135993)
Trehörningen är en sjö i Sunne kommun i Värmland och ingår i Göta älvs huvudavrinningsområde.